# Station Lesjaverk
Station Lesjaverk is een treinstation in Lesjaverk in de gemeente Lesja in  fylke Innlandet in Noorwegen. Het stationsgebouw dateert uit 1921 en is een ontwerp van Gudmund Hoel en Bjarne Frits Baasstad. Lesjaverk ligt aan Raumabanen. Het station wordt bediend door lijn 22 die een paar keer per dag naar Åndalsnes en Dombås rijdt.